# Validation des acquis professionnels
Validation des acquis professionnels ist ein Verfahren, das die Zertifizierung von solchen beruflichen Kompetenzen ermöglicht, die außerhalb der üblichen Bildungs- oder Ausbildungsgänge erworben worden sind (siehe Frankreich) oder ist ein sogenannt „anderes Qualifikationsverfahren“, um ein eidgenössisches Fähigkeitszeugnis (EFZ) zu erlangen (siehe Schweiz).

## Frankreich
In Frankreich ist ein solches Verfahren durch ein Gesetz aus dem Jahre 2002 über die Validation des acquis de l’expérience (VAE) umgesetzt worden.
Grundlage für die Zertifizierung bestimmter Kompetenzen ist ein Verzeichnis der beruflichen Qualifikationen mit entsprechenden Beschreibungen, an denen sich Prüflinge wie Prüfer orientieren können.

## Luxemburg
In Luxemburg wurde ein solches Verfahren durch die großherzogliche Verordnung vom 11. Januar 2010 umgesetzt (Règlement grand-ducal du 11 janvier 2010 portant organisation de la validation des acquis de
l’expérience pour la délivrance des brevets, diplômes et certificats prévue au chapitre V de la loi du 19 décembre 2008 portant réforme de la formation professionnelle).

## Schweiz
Die Validierung von Bildungsleistungen in der Schweiz  ermöglicht es, in einem strukturierten Verfahren unterschiedlichste Bildungsleistungen zu erfassen, die beruflichen Handlungskompetenzen zu bescheinigen und einen formalen Abschluss zu erlangen. Das Verfahren ist in fünf Phasen aufgeteilt:

### Phase 1: Information und Beratung
Interessierte Personen melden sich bei der für die Validierung zuständigen Stellen (Eingangsportale) der Wohnkantone. Sie erhalten Auskunft über ihre Möglichkeiten, sich ihre beruflichen Handlungskompetenzen bescheinigen zu lassen und einen beruflichen Abschluss der Sekundarstufe II zu erwerben, sowie die erforderlichen Informationen zum Ablauf des Validierungsverfahrens. Die Beratung kann während des ganzen Verfahrens je nach Bedarf beansprucht werden.

### Phase 2: Bilanzierung
Die Bilanzierung bildet im Prozess der Validierung von Bildungsleistungen die Grundlage. Die Kandidaten identifizieren und analysieren ihre persönlichen und beruflichen Handlungskompetenzen sowie ihre Allgemeinbildung und dokumentieren dies in einem Validierungsdossier. 
Das Validierungsdossier muss definierten Minimalanforderungen bezüglich Form und Inhalt genügen und enthält Daten, Fakten und Nachweise, welche auf ein bestimmtes berufsspezifisches Qualifikationsprofil und das Anforderungsprofil für die Allgemeinbildung Bezug nehmen.

### Phase 3: Beurteilung
Experten des Berufs und der Allgemeinbildung begutachten das Validierungsdossier gemeinsam. Nach einem Gespräch mit der Kandidatin oder dem Kandidaten geben sie eine Beurteilung ab. Die Beurteilung erfolgt aus einer gesamtheitlichen Betrachtung und ist erwachsenengerecht.

### Phase 4: Validierung
Das Validierungsorgan entscheidet aufgrund der Einschätzungen durch die Experten
- welche beruflichen Handlungskompetenzen erreicht und welche Anforderungskriterien der Allgemeinbildung erfüllt sind und stellt dazu eine Lernleistungsbestätigung aus; 
- welche ergänzende Bildung die Kandidatin oder der Kandidat noch absolvieren muss, um den anvisierten Abschluss zu erhalten.

### Phase 5: Zertifizierung
Die Zertifizierung erfolgt in den üblichen Strukturen und Verantwortungen der beruflichen Grundbildung. Die zuständige kantonale Behörde erteilt den eidgenössischen Titel.